# Ню¹ Волопаса
Ню¹ Волопаса (лат. ν¹ Boötis), 52 Волопаса (лат. 52 Boötis), HD 138481 — тройная звезда в созвездии Волопаса на расстоянии приблизительно 946 световых лет (около 290 парсеков) от Солнца. Видимая звёздная величина звезды — +5,026m.

## Характеристики
Первый компонент — оранжевый гигант спектрального класса K4,5IIIbBa0,5, или K4,5IIIbBa0,4, или K5III, или K5. Масса — около 3,906 солнечных, радиус — около 112,5 солнечных, светимость — около 2126,287 солнечных. Эффективная температура — около 3909 K.
Второй компонент — белый карлик.
Третий компонент — коричневый карлик. Масса — около 70,64 юпитерианских. Удалён на 2,355 а.е..